# Marcel Anthonioz
Pour les articles homonymes, voir Anthonioz.
Marcel Anthonioz, né le 26 avril 1911 à Divonne-les-Bains (Ain), où il est mort le 31 août 1976, est un résistant et homme politique français. Il est notamment secrétaire d'État au Tourisme du 22 juin 1969 au 5 juillet 1972 dans le gouvernement de Jacques Chaban-Delmas, député de l'Ain du 17 juin 1951 au 22 juillet 1969 et à nouveau du 2 avril 1973 jusqu'à sa mort, ainsi que maire de Divonne-les-Bains du 18 mai 1945 à sa mort.

## Biographie

### Jeunesse
Marcel Louis Julien Anthonioz est le fils de Claude Louis Anthonioz (un charpentier savoyard originaire des Gets) et de Berthe Hélène Hutin (fille d'un cultivateur de Vésenex-Crassy), ancienne commune aujourd'hui rattachée à Divonne-les-Bains. Il n'a qu'un an lorsque son père décède. Sa mère, qui exploitait un petit hôtel, le dirige vers l'École nationale professionnelle hôtelière de Voiron. Ses études terminées, il part accomplir un stage de formation en Angleterre, puis effectuer son service militaire au 506e régiment de chars de combat à Besançon. À son retour, en 1931, il commence à travailler dans l'hôtel familial à Divonne-les-Bains.

### Résistance
Durant la Seconde Guerre mondiale, il rejoint en 1942 le maquis de l'Ain dirigé par le colonel Romans et participe à la libération du département. La paix revenue, il est élu conseiller municipal de Divonne en avril 1945 puis maire en mai, ainsi que conseiller général du canton de Gex en septembre suivant.

### Carrière politique
Il entreprend alors d'exploiter au château de Divonne un hôtel-restaurant de grand standing. Sa réussite dans le domaine du tourisme lui vaut d'être nommé président du Syndicat départemental de l'Hôtellerie de l'Ain en 1948 et président de l'Office départemental du Tourisme de l’Ain en 1957, fonctions qu'il exerce jusqu'à sa mort. Sur le plan national, il occupe les charges de président du Syndicat national de l’Hôtellerie saisonnière française de 1960 à 1969, puis de vice-président du Conseil supérieur du tourisme.
Sous ses mandats de maire, la commune de Divonne-les-Bains s'est considérablement transformée et modernisée avec entre autres l'ouverture du casino, la création des nouveaux thermes, du lac de Divonne, du centre nautique et de l'hippodrome.
Élu député le 17 juin 1951, puis constamment réélu, il connaît les deux dernières législatures de la IVe République et les cinq premières de la Ve République. Il devient vice-président de l'Assemblée nationale du 3 avril 1967 au 22 juin 1969, puis secrétaire d'État au Tourisme du 22 juin 1969 au 5 juillet 1972 au sein du gouvernement Jacques Chaban-Delmas. Il fait son retour à l'Assemblée nationale à la suite des élections législatives de 1973.
Marcel Anthonioz a une fille, Florence Nave (épouse Genoni), née en 1970[réf. nécessaire].

## Détail des mandats et fonctions

### Politique
- Maire de Divonne-les-Bains de 1945 jusqu'à sa mort en 1976.
- Conseiller général du canton de Gex de 1945 à 1976 ; vice-président du conseil général de l'Ain (dès 1951).
- Député de l'Ain : circonscription de Gex, Belley, Nantua à partir de 1951, au sein du groupe des Républicains indépendants.
- Assemblée Nationale : membre de la Commission des finances, rapporteur spécial du budget de l'aviation civile. Vice-président de 1967 à 1969 et de 1973 à sa mort en 1976.
- Secrétaire d'État au Tourisme, sous la tutelle du ministre de l'Équipement et du Logement, du 22 juin 1969 au 5 juillet 1972 dans le gouvernement Jacques Chaban-Delmas.
- Président du Comité départemental des Républicains indépendants.
- Vice-président et cofondateur de la Fédération nationale des Républicains indépendants.

### Autres activités
- Président du Syndicat départemental de l'hôtellerie (dès 1948).
- Président de l'Office départemental du tourisme (dès 1957).
- Président du Syndicat national de l'hôtellerie saisonnière (1960-1969).
- Président du comité régional du tourisme (dès 1966).
- Vice-président du Conseil supérieur du tourisme.

## Distinctions et hommages
- Chevalier du Mérite touristique.
- Chevalier de la Légion d'honneur, décoration remise par Valéry Giscard d'Estaing, alors ministre des Finances[6].
- Un collège de Divonne-les-Bains porte son nom[7].

## Sources
- Magazine Je vis à Divonne les Bains, no 77 - 4e trimestre 2006, p. 13–16.